# Thaumatocrinus borealis
Thaumatocrinus borealis is een haarster uit de familie Pentametrocrinidae.
De wetenschappelijke naam van de soort werd in 1907 gepubliceerd door Austin Hobart Clark.